# Chersotis sordescens
Chersotis sordescens är en fjärilsart som beskrevs av Otto Staudinger 1899. Chersotis sordescens ingår i släktet Chersotis och familjen nattflyn. Inga underarter finns listade i Catalogue of Life.